# Médaille internationale de Kew Gardens
La médaille internationale de Kew (en anglais, Kew International Medal), est décernée à des personnes qui ont apporté une contribution significative à la science et à la conservation des espèces végétales. Le prix est décerné pour la première fois en 1992, par le conseil d’administration de l'organisme public non ministériel de Kew Gardens.

## Lauréats
- 2018 : Mary Robinson[1],[2]
- 2017 : Juan Manuel Santos[3],[4],[5]
- 2016: Sebsebe Demissew[6],[7]
- 2015 : Kiat Wee Tan[8]
- 2014 : Edward Osborne Wilson[8]
- 2012 : Jared Diamond[9]
- 2009: Peter H. Raven[8]
- 2003 : Mary Grierson[8]
- 2000 : Margaret Stones[8]
- 1999 : Stella Ross-Craig[8]
- 1996 : David Attenborough[8]
- 1994 : Robert Sainsbury et Lisa Sainsbury[8]

## Critères d'attribution de la médaille
- Participation à la conservation des espèces végétales ;
- Participation à l'information sur les plantes ;
- Aide aux questions posées par la perte de la biodiversité, le changement climatique, la sécurité alimentaire, les agents phytopathogènes ;
- Sensibilisation du public aux menaces qui pèsent sur la diversité végétale et fongique.